# Savignone
Savignone (en ligur Savignon) és un comune italià, situat a la regió de la Ligúria i a la ciutat metropolitana de Gènova. El 2011 tenia 3.225 habitants.

## Geografia
Situat la vall de l'Scrivia, al nord de Gènova, el comune compta amb una superfície de 21,74 km² i les frazioni de Savignone, Isorelle, San Bartolomeo i Vaccarezza. Limita amb les comunes de Busalla, Casella, Crocefieschi, Mignanego, Serra Riccò i Valbrevenna.